# Poilu

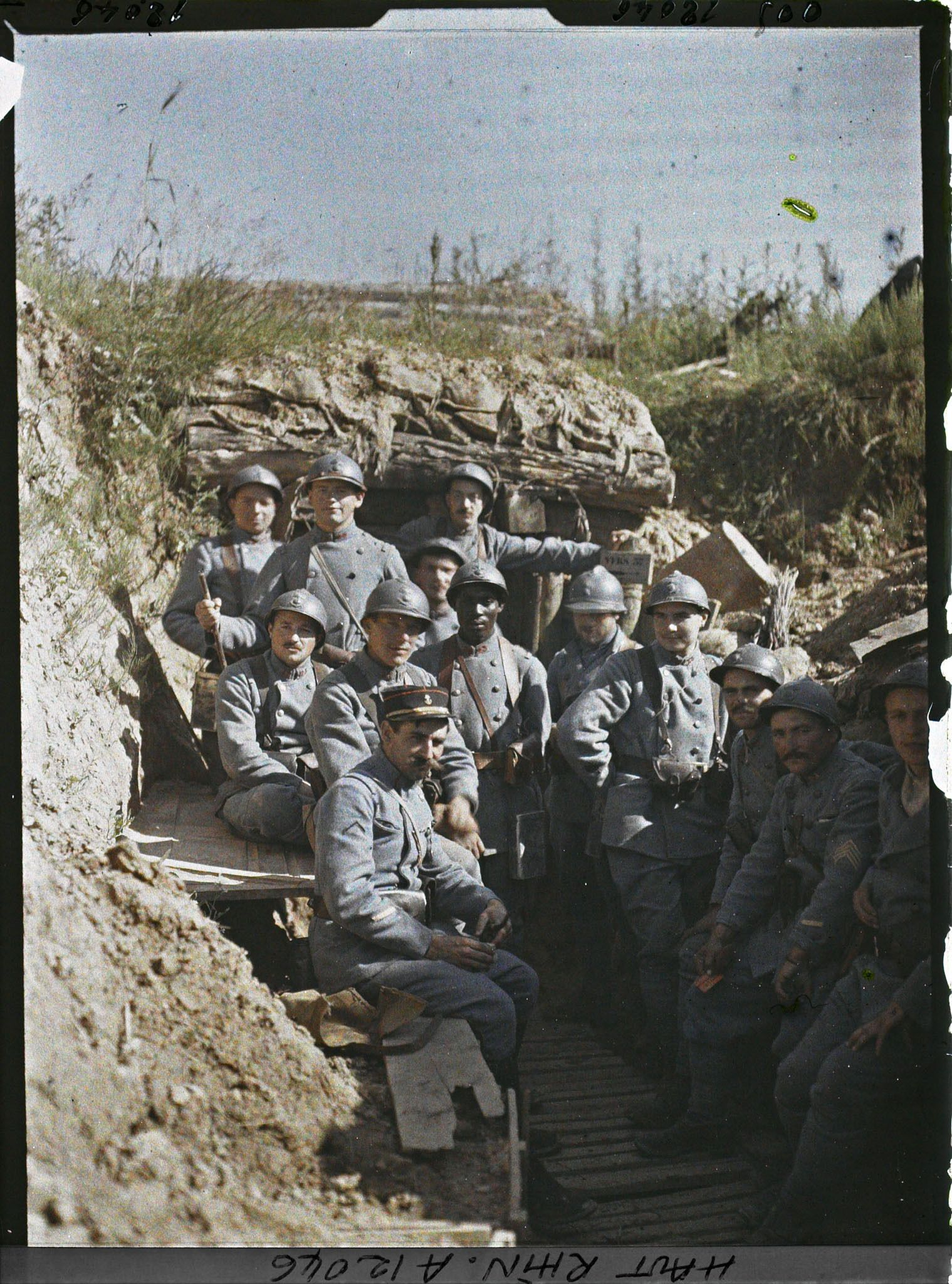
Poilus au repos devant un abri.

Poilu est le surnom donné aux soldats français de la Première Guerre mondiale qui étaient dans les tranchées. Ce surnom est typique de cette guerre et ne fut utilisé qu'en de rares et exceptionnels cas pendant la Seconde Guerre mondiale.

## Origine de cette dénomination
Le mot « poilu » désignait aussi à l’époque dans le langage familier ou argotique quelqu'un de courageux, de viril (cf. par exemple l'expression plus ancienne « un brave à trois poils », que l'on trouve chez Molière, de même les expressions « avoir du poil » et « avoir du poil aux yeux ») ou l'admiration portée à quelqu'un « qui a du poil au ventre ».
Dans son ouvrage L'Argot de la guerre, d'après une enquête auprès des officiers et soldats, Albert Dauzat donne la même explication : « Avant d'être le soldat de la Marne, le « poilu » est le grognard d'Austerlitz, ce n'est pas l'homme à la barbe inculte, qui n'a pas le temps de se raser, ce serait trop pittoresque, c'est beaucoup mieux : c'est l’homme qui a du poil au bon endroit, pas dans la main ! » C'est le symbole de la virilité.
Ce terme militaire datant de plus d'un siècle avant la Grande Guerre, « désignait dans les casernes où il prédominait, l'élément parisien et faubourien, soit l'homme d'attaque qui n'a pas froid aux yeux, soit l'homme tout court ».
À l'armée, les soldats s'appellent officiellement « les hommes ». Marcel Cohen, linguiste lui aussi mobilisé et participant à l'enquête, précisa qu'en langage militaire le mot signifiait individu.
Jehan Rictus, poète et écrivain populaire, fut beaucoup lu dans les tranchées. Dans ses textes, l'homme du peuple est nommé « poilu » : « Malheurs aux riches / Heureux les poilus sans pognon ».
Mais depuis 1914, dit Albert Dauzat qui étudiait l'étymologie et l'histoire des mots, le terme « poilu » désigne pour le civil « le soldat combattant » qui défend notre sol, par opposition à « l'embusqué ».

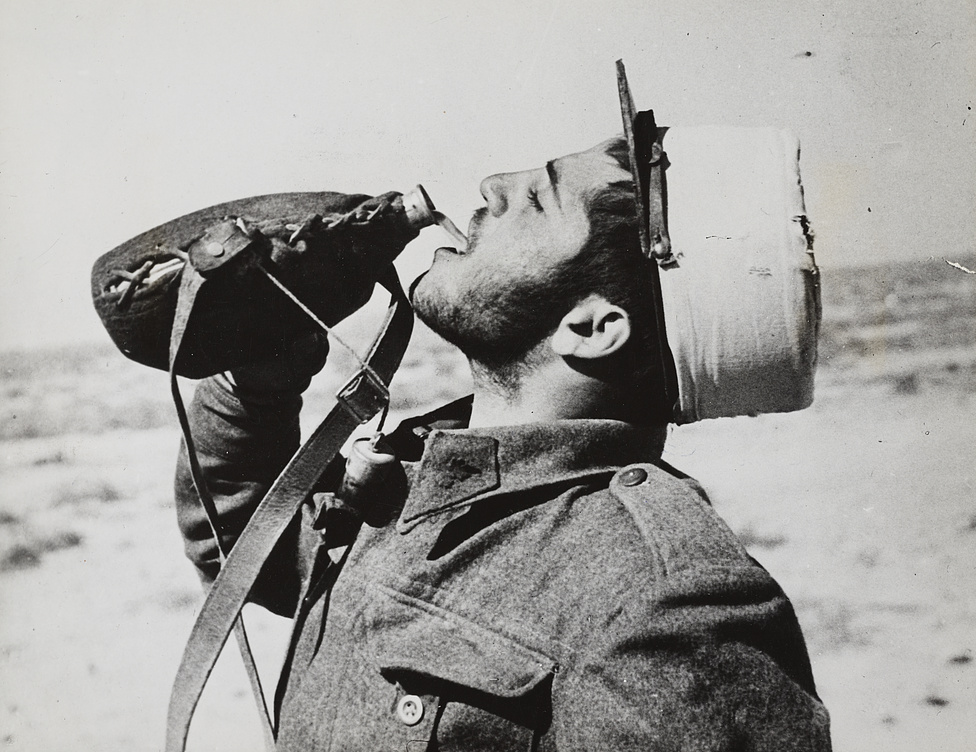
Poilu dans le désert d'Égypte durant la Seconde Guerre mondiale. Collection du Bureau d'information de guerre des États-Unis.

Le mot « fit irruption du faubourg, de la caserne, dans la bourgeoisie, dans les campagnes plus tard, par la parole, par le journal surtout, avec une rapidité foudroyante ».
Une version populaire de la signification prétend que le surnom fut donné pendant la Grande Guerre, du fait des conditions de vie des soldats dans les tranchées. Ils laissaient pousser barbe et moustache et, de retour à l'arrière, paraissaient tous « poilus ». Cette version ne peut trouver de fondements que dans les débuts de la guerre, car dès lors que les gaz de combat eurent fait leur apparition, les masques à gaz bannirent la barbe des visages des soldats ainsi que du règlement militaire. Les journaux qui transmettaient les informations sur la guerre et le front étaient directement sous l'autorité de la censure et de l'armée, et n'utilisaient pas ce surnom. D'ailleurs, puisqu'il était interdit de diffuser des images prises en première ligne, celles illustrant journaux et cartes postales mettent en scène des acteurs ou au mieux des permissionnaires, non tenus aux exigences des premières lignes.

## Commémoration
En France, le 11 novembre, le souvenir des poilus se fait sous le terme de « Bleuet de France », la couleur du bleuet rappelant le bleu horizon de l'uniforme des poilus.
En Grande-Bretagne et dans les pays du Commonwealth, le jour du 11 novembre se fait sous l'appellation de « Poppy Day » ; le « Poppy » est le coquelicot, fleur qui poussait souvent dans et aux abords des tranchées.
Les dix derniers poilus vivants au XXIe siècle ont été :
- Alexis Tendil, mort le 5 octobre 2005 à l'âge de 109 ans ;
- René Moreau, mort le 26 octobre 2005 à l'âge de 108 ans ;
- Ferdinand Gilson, mort dans la nuit du 25 au 26 février 2006 à l'âge de 107 ans ;
- Léon Weil, mort le 6 juin 2006 à l'âge de 109 ans ;
- François Jaffré, mort le 22 septembre 2006 à l'âge de 105 ans ;
- Maurice Floquet, mort le 10 novembre 2006 à l'âge de 111 ans ;
- René Riffaud, mort le 15 janvier 2007 à l'âge de 108 ans ;
- Jean Grelaud, mort le 25 février 2007 à l'âge de 108 ans ;
- Louis de Cazenave, mort le 20 janvier 2008 à l'âge de 110 ans ;
- Lazare Ponticelli, mort le 12 mars 2008 à l'âge de 110 ans.

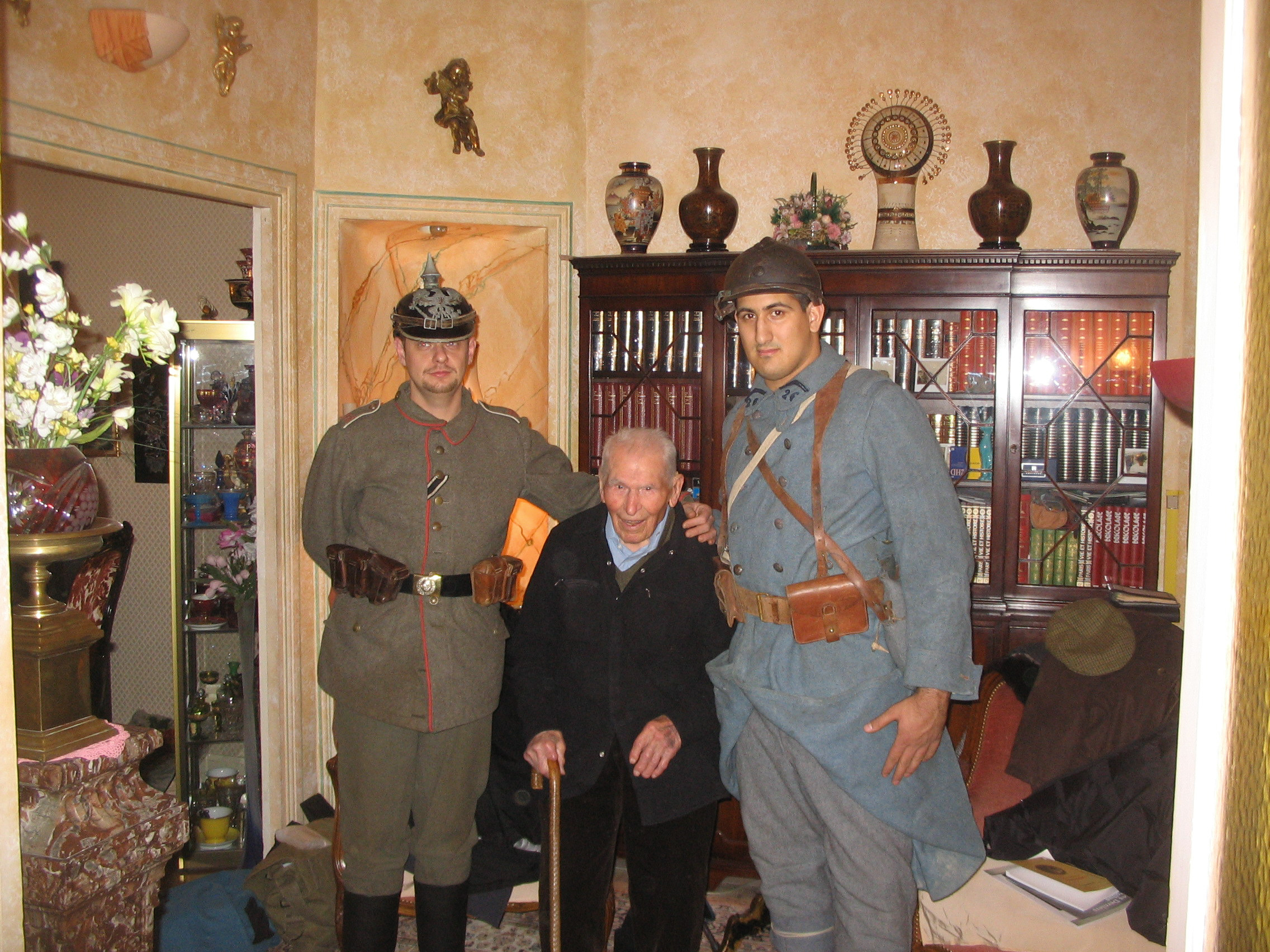
Lazare Ponticelli, dernier poilu français, avec des membres de l'association Les Francs-tireurs lorrains en 2006.

Lazare Ponticelli fut le dernier poilu français. Issu d'une famille de travailleurs immigrés italiens, il eut l'élégance morale de refuser — comme Clemenceau —, l'hommage de la Nation. Mais il l'accepta finalement en mémoire de tous ses camarades « à qui il avait promis de ne jamais les oublier ».
Le 17 mars 2008 à onze heures, ses obsèques nationales furent célébrées en présence du président Nicolas Sarkozy, en la cathédrale Saint-Louis-des-Invalides à Paris, et furent marquées symboliquement en province par une minute de silence dans chaque préfecture et sous-préfecture, dans chaque commune devant son monument aux morts, et par la sonnerie du glas des églises.
L'écrivain et académicien français Max Gallo prononça l'éloge funèbre du disparu.
Jacques Chirac avait proposé que le dernier des poilus français soit, avec son accord écrit, inhumé au côté du Soldat inconnu dans la crypte sous l'Arc de Triomphe de Paris, mais Lazare Ponticelli ayant décliné cet honneur, il a été inhumé dans le caveau familial d'Ivry-sur-Seine.

## Vie quotidienne dans les tranchées
Un concert organisé à l'occasion du centenaire de l'armistice de 1918 par l'association Paroles et musiques dans le temple protestant John Bost à La Force en Dordogne a permis d'aborder un aspect de la vie quotidienne des poilus lors de la Grande Guerre. Pierre Hamel, premier violon à l'Orchestre Colonne de Paris, a joué d'un instrument peu commun : un violon en métal utilisé par les soldats dans les tranchées pour se distraire. Fabriqué par un maître-luthier de Mirecourt avec des bidons de margarine et des plaques de métal assemblées et soudées, le violon possède un système de chevilles pour l'accorder et on peut en jouer, même s'il est plus lourd et si le son est un peu métallique. C'est un instrument dont il n'existe que cinq ou six exemplaires connus.

## Lettres de poilus
- de Michel Lanson, le 24 juin 1915

« Dans la tranchée, le pis, ce sont les torpilles. Le déchirement produit par ces 50 kg de mélinite en éclatant est effroyable. Quand l'une d’elles tombe en pleine tranchée, et ces accidents-là arrivent, elle tue carrément 15 à 20 types. L'une des nôtres étant tombée chez les Boches, des pieds de Boches ont été rejetés jusque sur nos deuxièmes lignes. »

- d'Émile Sautour, le 19 juillet 1915

« Je ne suis plus qu'un squelette où la figure disparaît sous une couche de poussière mêlée à la barbe déjà longue. Je tiens debout comme on dit en langage vulgaire. »

- de Pierre Rullier, le 26 juillet 1915

« J’ai vu de beaux spectacles ! D'abord les tranchées de Boches défoncées par notre artillerie malgré le ciment et les centaines de sacs de terre empilés les uns au-dessus des autres ; ça c'est intéressant. Mais ce qui l'est moins, ce sont les cadavres à moitié enterrés montrant, qui un pied, qui une tête ; d'autres, enterrés, sont découverts en creusant les boyaux. Que c'est intéressant la guerre ! On peut être fier de la civilisation ! »

- d'Edmond Vittet[6], en 1916

« Cher Joseph,

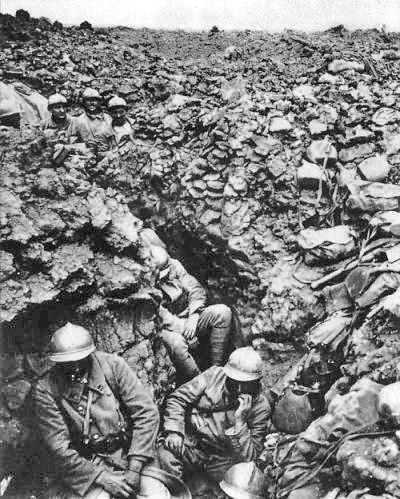
Les tranchées.

Article inédit : sentimental… Garde le souvenir précieux des poilus. Ton ami qui te serre. Edmond.
Le poilu, c'est celui que tout le monde admire, mais dont on s'écarte lorsqu'on le voit monter dans un train, rentrer dans un café, dans un restaurant, dans un magasin, de peur que ses brodequins amochent les bottines, que ses effets maculent les vestons de dernière coupe, que ses gestes effleurent les robes cloches, que ses paroles soient trop crues. C'est celui que les officiers d'administration font saluer. C'est celui à qui l'on impose dans les hôpitaux une discipline dont les embusqués sont exempts. Le poilu, c'est celui dont personne à l'arrière ne connaît la vie véritable, pas même les journalistes qui l'exaltent, pas même les députés qui voyagent dans les quartiers généraux. Le poilu, c'est celui qui va en permission quand les autres y sont allés, c'est celui qui ne parle pas lorsqu'il revient pour huit jours dans sa famille et son pays, trop occupé de les revoir, de les aimer ; c'est celui qui ne profite pas de la guerre ; c'est celui qui écoute tout, qui juge, qui dira beaucoup de choses après la guerre.
Le poilu, c'est le fantassin, le fantassin qui va dans la tranchée. Combien sont-ils les poilus sur le front ? Moins qu'on ne le croit. Que souffrent-ils ? Beaucoup plus qu'on ne le croit. Que fait-on pour eux ? je sais on en parle, on les vante, on les admire de loin. Les illustrés ou les clichés de leurs appareils tentent de les faire passer à la postérité par le crayon de leurs artistes. Les femmes malades tentent de flirter avec eux par lettres.
Mais lorsqu'ils sont au repos, les laisse-t-on se reposer ? Ont-ils leurs journées pour les populariser comme en ont eu le 75, l'aviation, le Drapeau belge, etc. ? A-t-on vu expliquer dans la presse que le poilu, c'est encore le seul espoir de la France, le seul qui garde ou prend les tranchées, malgré l'artillerie, malgré la faim, malgré le souci, malgré l'asphyxie… »

## Galerie d'images

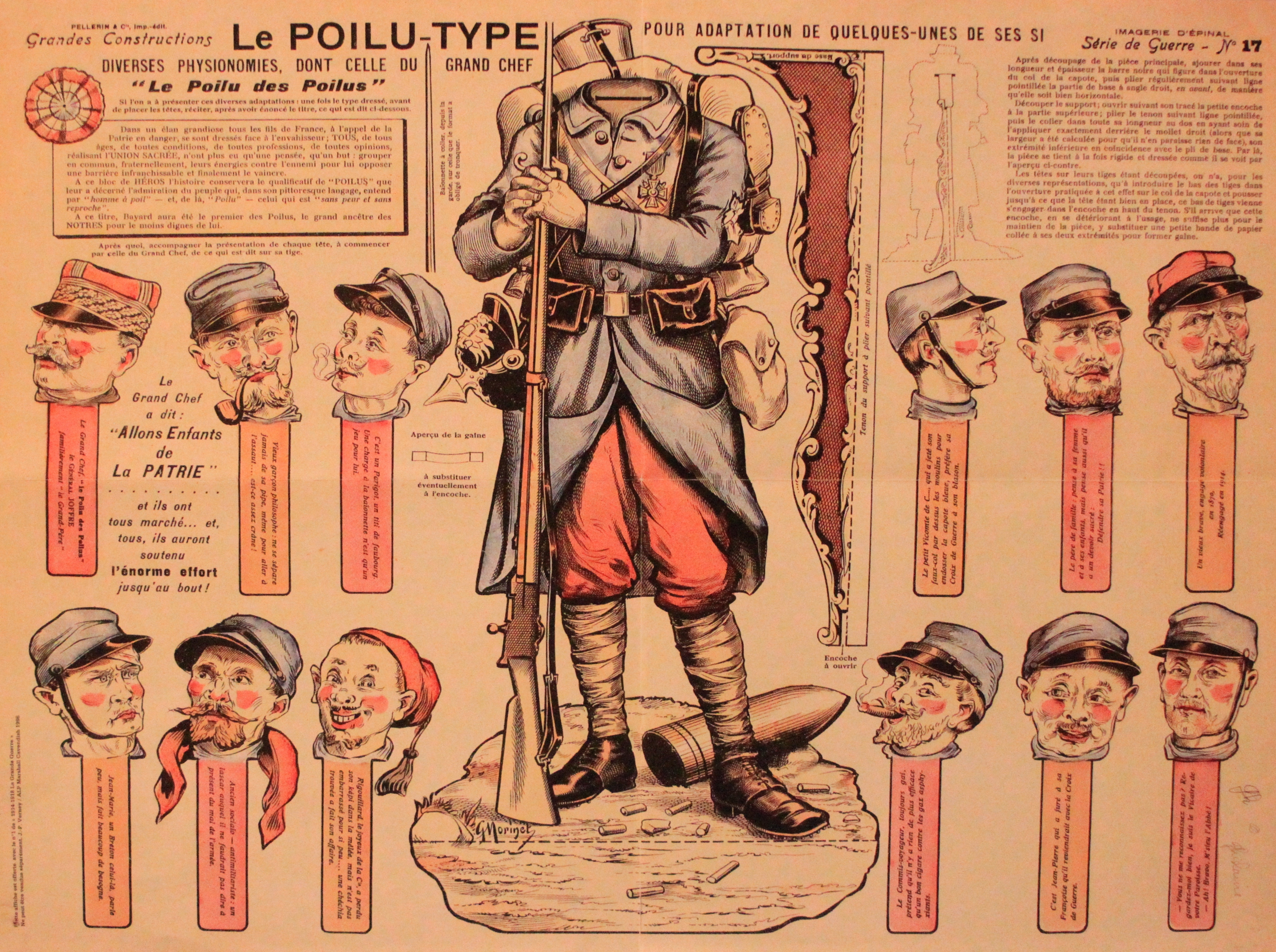
Découpages Pellerin : Imagerie d'Épinal no 17 (tirettes) - série de guerre (1915) : le poilu-type.
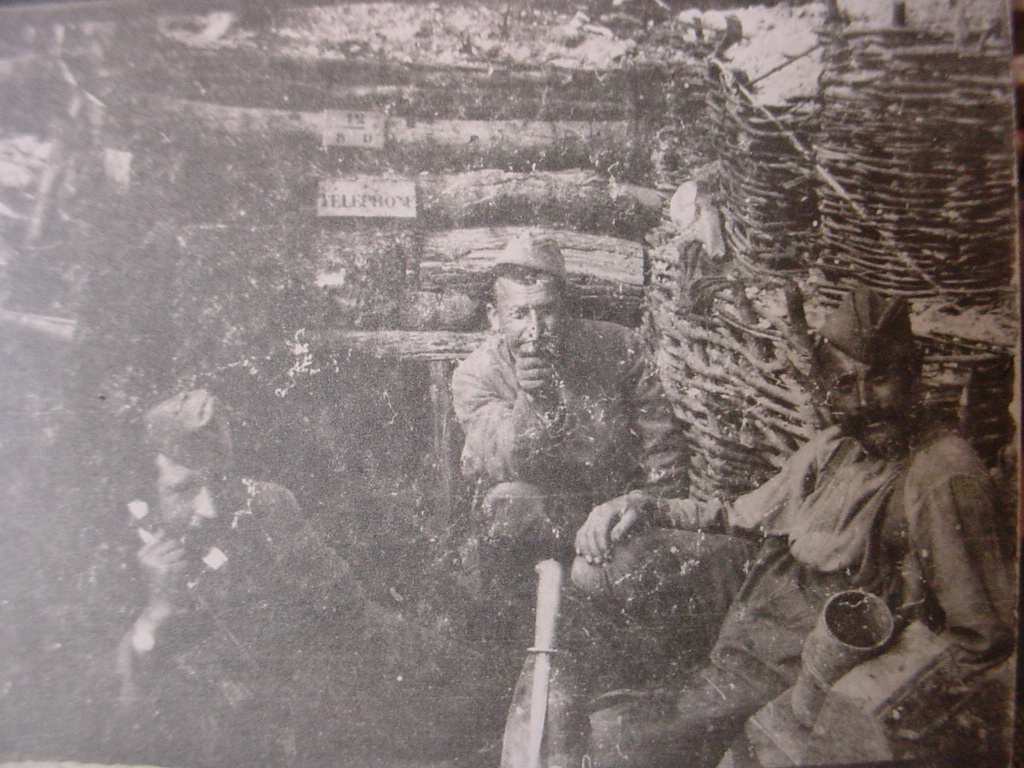
Poilus dans les tranchées, avec au premier plan un mortier de tranchée.
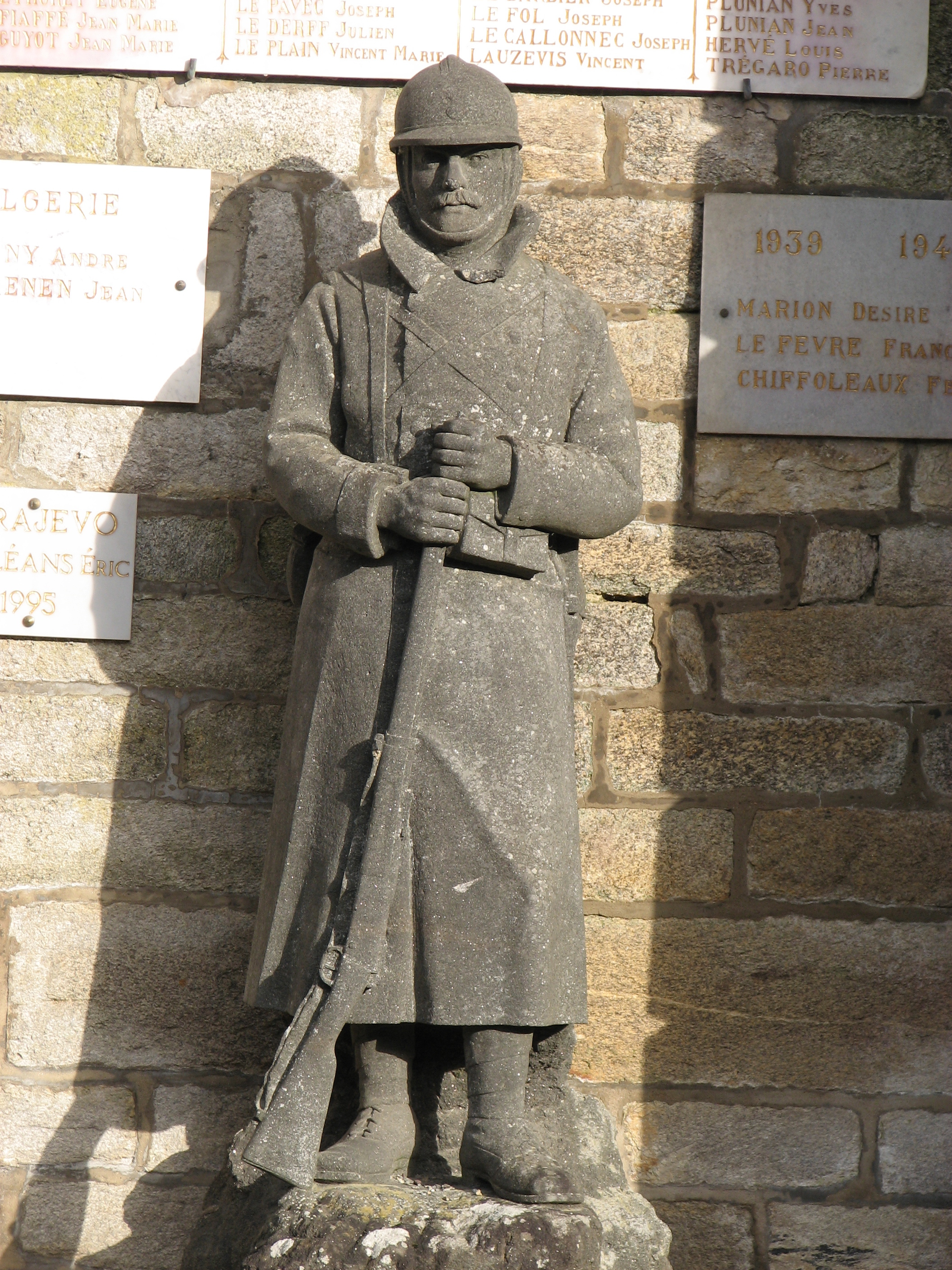
Poilu du monument aux morts de Saint-Nolff (Morbihan).
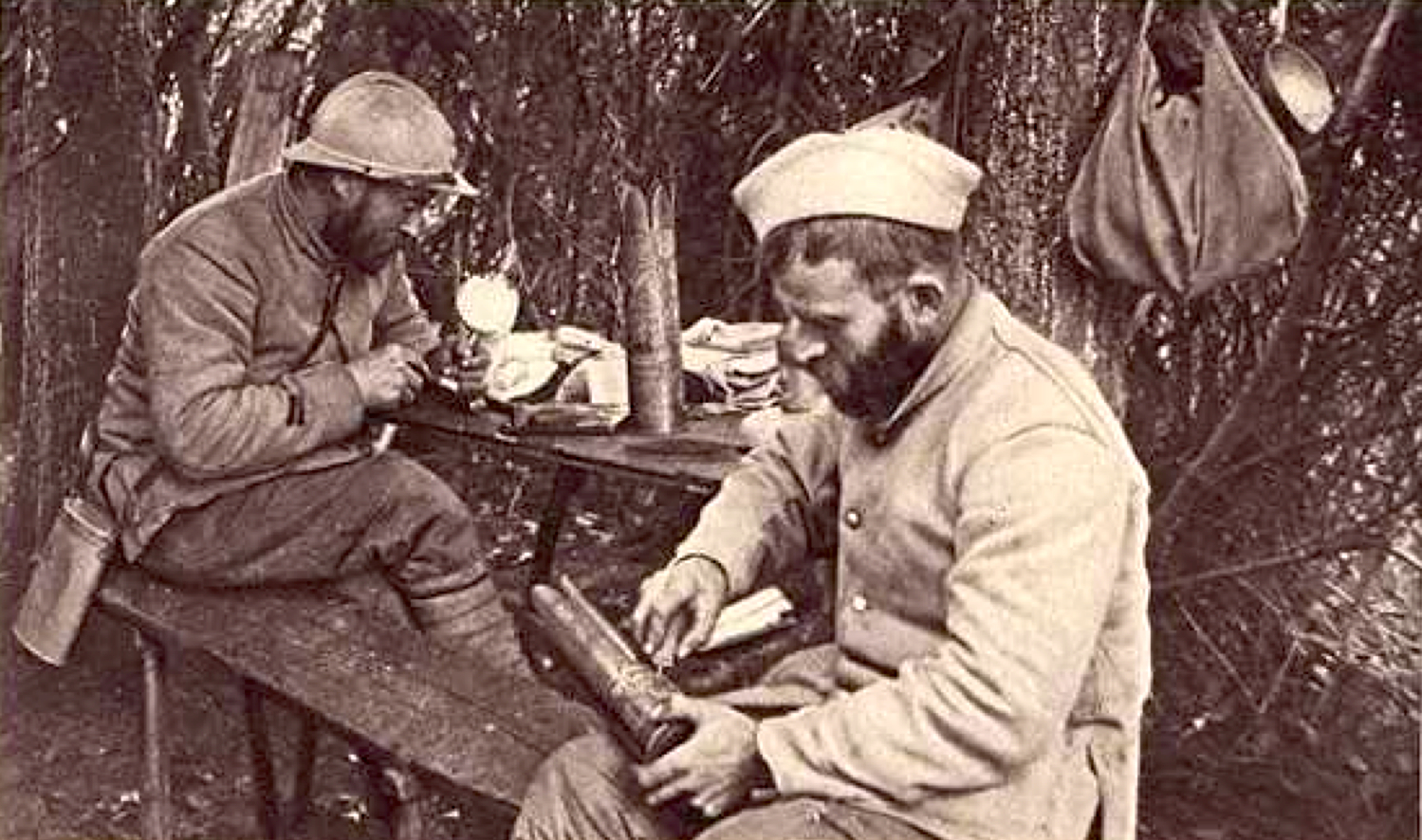
Artisanat de tranchée.
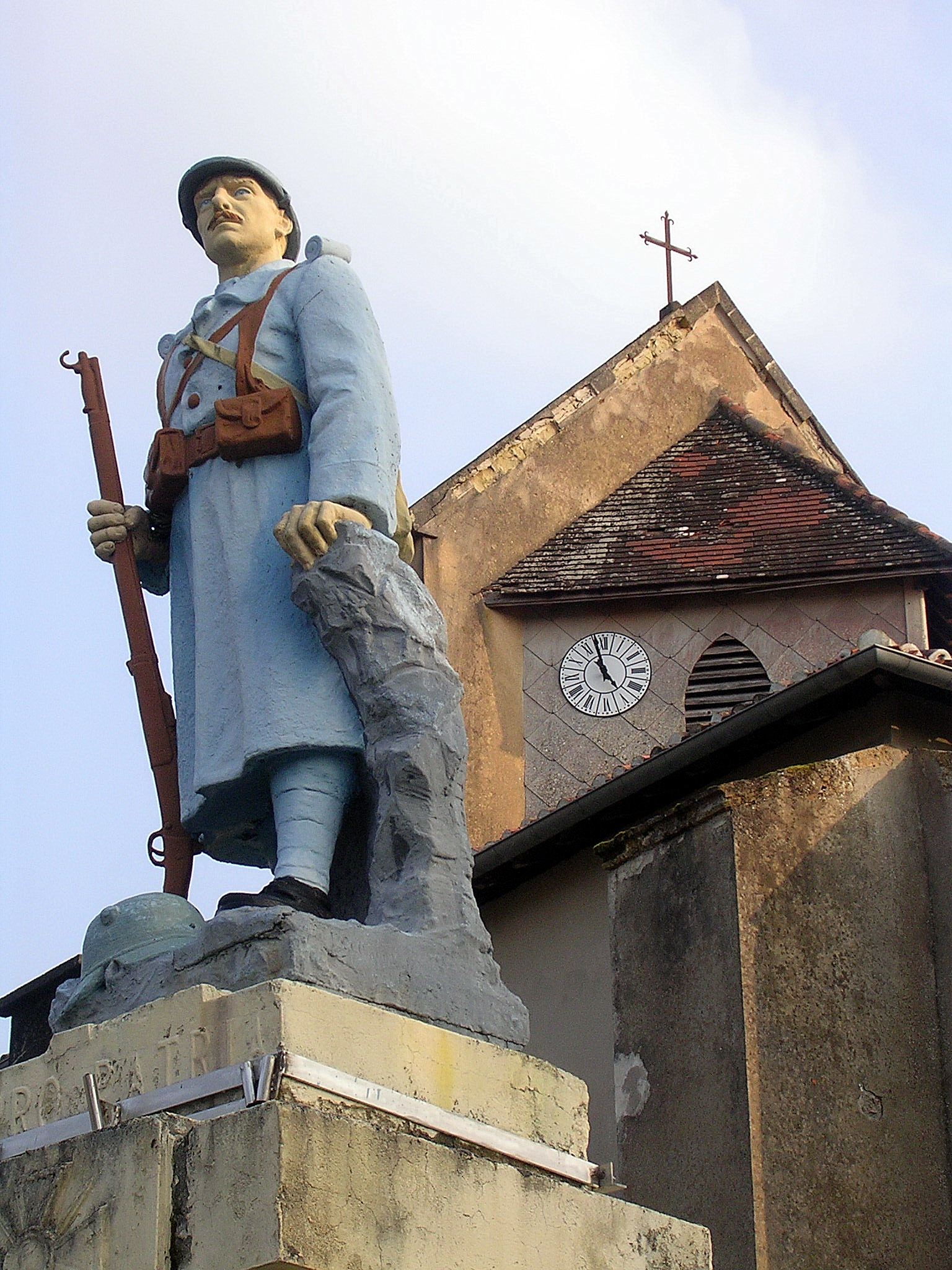
Poilu du monument aux morts d'Arjuzanx (Landes).
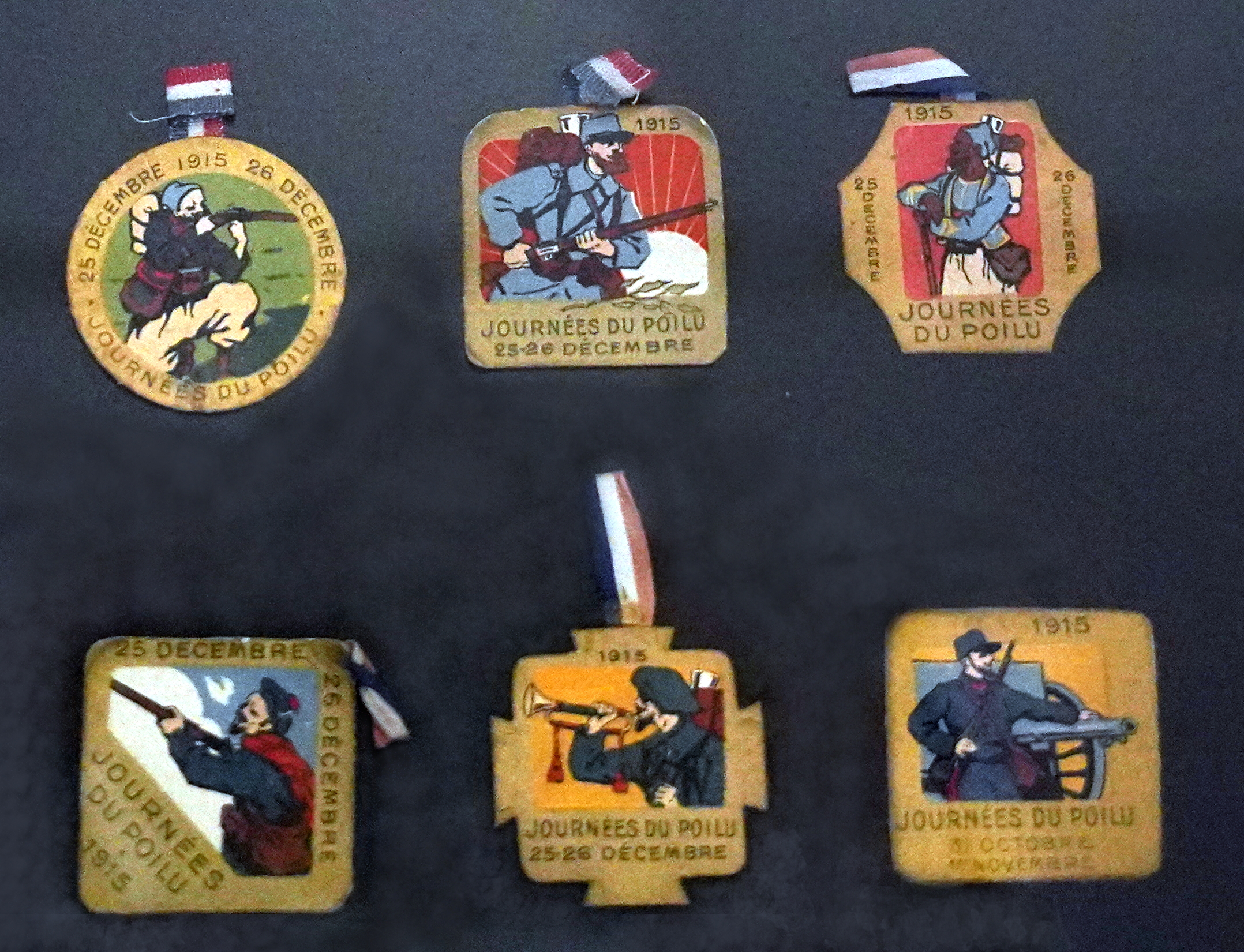
Drapeaux vendu lors de la Journée du Poilu, musée Carnavalet.
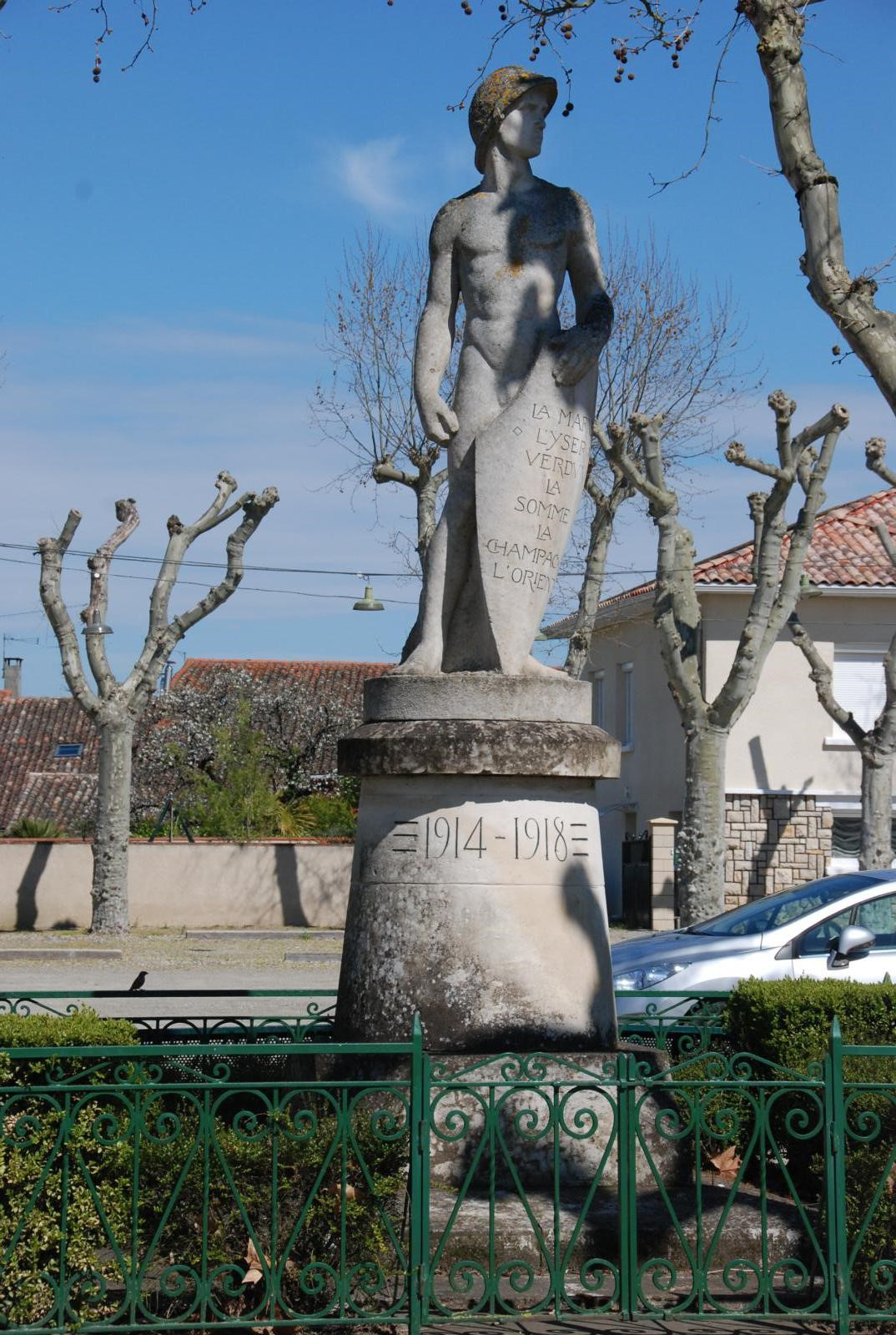
Poilu dans le centre de Mas-Grenier (Tarn-et-Garonne).

## Poilus des autres nations
Dans les différents pays qui prirent part à la Première Guerre mondiale, les combattants reçurent aussi des surnoms. Le terme « poilu » reste uniquement appliqué aux combattants français. En revanche, chaque nation avait, à l'époque, un surnom pour ses propres soldats :
- Angleterre : les Tommies
- Australie : les Diggers (« ceux qui creusent »)
- Belgique : les Jass (« manteau imperméable » en néerlandais)
- États-Unis : les Doughboys (en), les Sammies
- Portugal : les Serranos
- Turquie : les Mehmetçik (littéralement « petit Mehmet », allusion au prophète Mahomet)
- Allemagne : les Landser (de) (« les porte-lances »)